# 宮寺智子
宮寺 智子（みやでら ともこ、1956年10月4日 - ）は、日本の女優、声優。熊本県出身。劇団青年座所属。

## 来歴
熊本県立第一高等学校、武蔵野音楽大学卒業。青年座研究所6期卒業。1982年に劇団青年座に入団。

## 人物
趣味は動物ものの映像を観ること、おいしいお酒を楽しく飲むこと。

## 出演

### テレビアニメ
1994年
- 忍たま乱太郎（稗田西瓜）

1995年
- クレヨンしんちゃん（1995年 - 、小山まさえ）

1996年
- いじわるばあさん（母親）
- 名探偵コナン（堀越由美）

1999年
- 週刊ストーリーランド（お多恵）

2000年
- とっとこハム太郎（楓おばあちゃん）
- ブギーポップは笑わない Boogiepop Phantom（若狭幸子）

2001年
- サラリーマン金太郎（叔母）

2002年
- NARUTO（スズメ）

2004年
- マリア様がみてる（春日せい子）
- MAJOR 1st season（園長先生）

2006年
- 009-1（リュドミラ・ツンドラー）
- NIGHT HEAD GENESIS（奥原晶子）
- ワンワンセレプー それゆけ!徹之進（お滝）

2007年
- レンタルマギカ（老婆）

2009年
- 毎日かあさん（ルイスくんママ）

2012年
- NARUTO -ナルト- SD ロック・リーの青春フルパワー忍伝（スズメ）

2018年
- 学園ベビーシッターズ（理事長〈森ノ宮羊子〉）
- RELEASE THE SPYCE（さそり）

2019年
- キャロル&チューズデイ（ヴァレリー）
- PSYCHO-PASS サイコパス 3（榎宮春木）

2020年
- 映像研には手を出すな!（水崎の曾祖母）

2023年
- 虚構推理 Season2（嶋井多恵）
- 江戸前エルフ（島田八千代）

2024年
- 烏は主を選ばない（うこぎ）
- BEYBLADE X（2024年 - 2025年、万獣クイン）

2025年
- 花は咲く、修羅の如く（薄頼真由美）
- LAZARUS ラザロ（大統領）
- 謎解きはディナーのあとで（児玉絹江）
- ニャイト・オブ・ザ・リビングキャット（グランマ）

### 劇場アニメ
- 名探偵コナン 時計じかけの摩天楼（1997年）
- 手塚治虫のブッダ -赤い砂漠よ!美しく-（2011年）
- プリンセス・プリンシパル Crown Handler 第3章（2023年、ピーブルス）

### Webアニメ
- 紅き大魚の伝説（2018年[14]）
- HERO MASK（2018年、アンナ・ワインハウス[15]）
- BULLET/BULLET（2025年、おばちゃん[8]）

### ゲーム
- ホーンテッドマンション（2004年、オペラ歌手 他）
- The Elder Scrolls V: Skyrim（2011年、ミラベル・アーヴィン 他）
- Sekiro: Shadows Die Twice（2019年、まぼろしお蝶）
- ファイナルファンタジーVII リメイク（2020年、マーレ）
- ファイナルファンタジーXVI（2023年、カローン）
- everlasting flowers（2024年、柳瀬美智子[16]）

### 吹き替え

#### 担当女優
ウェンディ・クルーソン
- ALCATRAZ/アルカトラズ #9（ヘレン・キャンベル）
- アンドリューNDR114（レイチェル・マーティン）※ソフト版
- サンタクローズ（ローラ・カルヴィン・ミラー）

キャサリン・オハラ
- かいじゅうたちのいるところ（ジュディス）
- キス&キル（コーンフェルド夫人）
- ドッグ・ショウ!（クッキー・フレック）
- みんなのうた（ミッキー）

グレン・クローズ
- クッキー・フォーチュン（カミール・ディクソン）
- ザ・シールド ルール無用の警察バッジ（モニカ・ローリング）
- ジキル&ハイド（ファラデー夫人）
- ル・ディヴォース/パリに恋して（オリヴィア）

ケリー・リンチ
- チャーリーズ・エンジェル（ヴィヴィアン・ウッド）※テレビ朝日版
- バーチュオシティ（マディソン・カーター博士）※フジテレビ版
- パッション・プレイ（ハリエット）

ジェラルディン・ジェームズ
- アリス・イン・ワンダーランド（アスコット夫人）※劇場公開版
  - アリス・イン・ワンダーランド/時間の旅（アスコット夫人）

- カレンダー・ガールズ（マリー）
- ドラゴン・タトゥーの女（セシリア・ヴァンゲル）

ショーレ・アグダシュルー
- ER緊急救命室 シーズン12 #262（リザ・カルダタイ）
- エレメンタリー ホームズ&ワトソン in NY シーズン4 #3（ドーニャ・エスファンディアリ）
- 24シーズン4（ディナ・アラス）
- レンフィールド（ベラ・フランチェスカ・ロボ）

パトリシア・クラークソン
- エイプリルの七面鳥（ジョーイ・バーンズ）
- ハウス・オブ・カード 野望の階段（ジェーン・デイヴィス）
- バニラ・フォグ（ロイス・マクナリー）

マーシャ・ゲイ・ハーデン
- 救命医ハンク セレブ診療ファイル（エリザベス・ブレア）
- ダメージ（クレア・マドックス）
- ムースポート（サリー・マニス）※機内上映版
- ミスト（ミセス・カーモディ）

マリア・ベロ
- ザ・ダーク（アデル）
- サンキュー・スモーキング（ポリー・ベイリー）
- マイ・フレンド・フリッカ（ニール・マクラフリン）

ローリー・メトカーフ
- スクリーム2（デビー・ソルトルフ）
- デスパレートな妻たち（キャロリン）
- ビッグバン★セオリー ギークなボクらの恋愛法則（メアリー・クーパー）
- リービング・ラスベガス（ヴァンホーテン）

#### 映画
- 愛さずにはいられない（ナン・ウィットマン〈ジル・クレイバーグ〉）
- 逢いたくて（ブリジット〈ナタリー・リシャール〉）
- 愛のめぐりあい（パトリツィア〈ファニー・アルダン〉）
- アウトブレイク（ロビー〈レネ・ルッソ〉）※ソフト版
- 赤毛のアン/アンの結婚（モード・モントローズ）※ソフト版
- アガサ・クリスティーの奥さまは名探偵（エレーヌ・クプレー）
- 悪魔のくちづけ（ジュリアナ・スミザース〈グレタ・スカッキ〉）
- アダム&アダム（2050年時のマヤ・ソリアン〈キャサリン・キーナー〉）
- アトミック・トレイン ※テレビ朝日版
- アナザー プラネット（マヤ・バロウズ、ジョーン・タリス博士）
- あなたのために（ルース・マイヤーズ〈ジョーン・キューザック〉）
- アバウト・ア・ボーイ（モイラ）
- ある貴婦人の肖像（ジェミニ伯爵夫人〈シェリー・デュヴァル〉）
- アルテミシア（コスタンツァ〈エマニュエル・ドゥヴォス〉）
- アンコール!!（シェリル）
- イヴの総て（マーゴ〈ベティ・デイヴィス〉）※PDDVD版
- 家の鍵（ニコール〈シャーロット・ランプリング〉）
- 移動都市/モータル・エンジン（トゥイクス〈サラー・パース〉[18]）
- 愛しのローズマリー（シャナハン夫人）
- 今そこにある危機（メイヨ上院議員〈ホープ・ラング〉）※ソフト版
- インストーラー（ブリューゲン教授〈マルト・ケラー〉）
- インタビュー・ウィズ・ヴァンパイア
- インテンシティ/緊迫（ロリー〈ロリ・アン・トリオロ〉）
- ウーマン・イン・ブラック 亡霊の館（エリザベート・デイリー〈ジャネット・マクティア〉）
- ヴァージン・フライト（キャサリン〈スー・ジョーンズ・デイヴィス〉）
- WISH ウィッシュ/夢がかなう時（ジャンヌ・ホルマン〈メアリー・エリザベス・マストラントニオ〉）
- ウィンストン・チャーチル/ヒトラーから世界を救った男（クレメンティーン・チャーチル〈クリスティン・スコット・トーマス〉）
- 裏切り者（ヴァル・ハンドラー〈エレン・バースティン〉）
- ウワサの真相/ワグ・ザ・ドッグ（グレース〈スージー・プラクソン〉）
- 運命の女（トレイシー〈ケイト・バートン〉）※テレビ朝日版
- エアフォース・ワン（メラニー・ミッチェル〈ドナ・ブロック〉）※ソフト版
- es［エス］（ユッタ・グリム博士〈アンドレア・サバスキ〉）※ソフト版
- エバー・アフター（ポーレット）
- 王妃の紋章
- お買いもの中毒な私!（ミス・コーチ〈ウェンディ・マリック〉）
- オンリー・ゴッド（クリスタル〈クリスティン・スコット・トーマス〉）
- 壊滅暴風圏/カテゴリー6（シャーリー・アボット〈ダイアン・ウィースト〉）※ソフト版
- 画家と庭師とカンパーニュ（庭師の妻〈ヒアム・アッバス〉）
- 輝く夜明けに向かって（アンナ・フォス）
- 彼女を見ればわかること（ローズ〈キャシー・ベイカー〉）
- 奇蹟の降る空（ヴィクトリア・リドラー〈ケイト・マルグルー〉）
- キャスパー マジカル・ウェンディ（ガート〈キャシー・モリアーティ〉）
- キャッチ・ミー・イフ・ユー・キャン（ダーシー〈キャンディス・アザラ〉）
- キューティ・ツインズ/シュートをねらえ!（メアリー・バージ〈マッケンジー・フィリップス〉）
- 救命艇（コニー〈タルラー・バンクヘッド〉）※PDDVD版
- ギリーは首ったけ（ヴァルディン・ウィングフィールド〈サリー・フィールド〉）
- キルトに綴る愛（サリー〈ケイト・キャプショー〉）
- キング・オブ・コップ（ケイト・ファイン〈バーバラ・ウィリアムズ〉）
- キンダガートン・コップ ※テレビ朝日版
- クライ・ベイビー（アリソンの母〈ポリー・バーゲン〉）
- グリーン・デスティニー（ユィ夫人）※ソフト版
- グリマーマン（メラニー・サーデス）※ソフト版
- クルーシブル（アン・パトナム〈フランセス・コンロイ〉）
- クレイドル・ウィル・ロック（ハリー・フラナガン〈チェリー・ジョーンズ〉）
- クロコダイル・ダンディー2（ドリス）※テレビ朝日版
- グロムバーグ家の人々（レベッカ・グロムバーグ〈バーナデット・ピーターズ〉）
- ゴースト・オブ・マーズ（ウィットロック〈ジョアンナ・キャシディ〉）
- 交渉人（マギー〈シオバン・ファロン〉）※テレビ朝日版
- ゴスフォード・パーク（エルシー〈エミリー・ワトソン〉）
- コンタクト（女性議員〈ヴァロリー・アームストロング〉、科学者〈アリス・クシダ〉）※ソフト版
- 最後の恋のはじめ方
- サイド・エフェクト
- サイン（キャロライン・パスキ〈チェリー・ジョーンズ〉）※ソフト版
- サウスランド・テイルズ（ナナ・メイ・フロスト〈ミランダ・リチャードソン〉）
- サウンド・オブ・ミュージック（ベルテ〈ポーティア・ネルソン〉）※テレビ東京版
- サスペリアPART2（ジャンナ・ブレッチィ〈ダリア・ニコロディ〉）※ソフト版
- ザ・ダイバー（エラ・ブラシア）
- サブリナ（ローザ）
- 34丁目の奇跡（サミーの母）
- シークレット/嵐の夜に（ジニー・クック・スミス〈ジェシカ・ラング〉）
- 死ぬまでにしたい10のこと（ローリー〈アマンダ・プラマー〉）
- シャイン（シルヴィア）
- シャッフル（ジョアンヌ〈ケイト・ネリガン〉）
- ジュール・ベルヌの冒険（レベッカ）
- 白バラの祈り ゾフィー・ショル、最期の日々（エルゼ・ゲーベル）
- スイミング・プール（サラ・モートン〈シャーロット・ランプリング〉）
- スウィング・キッズ/引き裂かれた青春（トーマスの母）
- スカーレット・ディーバ（アンナの母〈ダリア・ニコロディ〉、マルゲリータ）
- スターシップ・トゥルーパーズ（デラディエ艦長〈ブレンダ・ストロング〉）※フジテレビ版
- スタートレック 叛乱（アニージ〈ドナ・マーフィー〉）
- スパニッシュ・プリズナー（パット・マキューン〈フェリシティ・ハフマン〉）
- スピード（キーグ）※ソフト版、（ニュースキャスター1）※テレビ朝日版
- スピード2（コンスタンス）※ソフト版
- スプリング・ガーデンの恋人（ジョーニー〈メアリー・スティーンバージェン〉）
- スマート・ハウス（パット）
- スリング・ブレイド（リンダ・ウィートリー〈ナタリー・キャナディ〉）
- 生存者（バーバラ・クリストマン）
- セイブ・ザ・ワールド（キャサリン・パイザー）
- セラフィム・フォールズ（マダム・ルイーズ〈アンジェリカ・ヒューストン〉）
- センターステージ（ジュリエット・シモーヌ〈ドナ・マーフィー〉）
- ソフィア・ローレン 母の愛（ドーラ）
- 007シリーズ
  - 007は二度死ぬ（ヘルガ・ブラント〈カリン・ドール〉）※ソフト版
  - 女王陛下の007（ナンシー〈キャサリン・シェル〉）※ソフト版
  - 007 トゥモロー・ネバー・ダイ（マニーペニー〈サマンサ・ボンド〉）※フジテレビ版
- ダブル・ジョパディー（検察官〈ベッツィ・ブラントリー〉、パロリー〈エヌーカ・ヴァネッサ・オークマ〉）※ソフト版
- ため息つかせて（バーナディン・ハリス〈アンジェラ・バセット〉）
- タロス・ザ・マミー/呪いの封印（イディス・バトロス〈シェリー・デュヴァル〉）
- ダンス・レボリューション（ストローム夫人）
- チェーン・リアクション（マギー・マクダーモット〈ジョアンナ・キャシディ〉）※ソフト版
- 超能力者ユリ・ゲラー（マッジ）
- D-WARS ディー・ウォーズ（リンダ・ペレス〈エリザベス・ペーニャ〉）
- Dear フランキー（ジャネット）
- デイライト（エレノア・トリリング〈クレア・ブルーム〉）※ソフト版
- デッド・サイレンス（エラ・アーシェン〈アンバー・ヴァレッタ〉）
- デュース・ビガロウ、激安ジゴロ!?（ティナ、マーガレット）
- 電話で抱きしめて（ジョージア・マークス〈ダイアン・キートン〉）
- トーマス・クラウン・アフェアー（精神科医〈フェイ・ダナウェイ〉）※ソフト版
- トゥー・ブラザーズ
- 12モンキーズ（天体物理学者〈キャロル・フローレンス〉）※ソフト版
- ドゥ・ザ・ライト・シング（マザー・シスター〈ルビー・ディー〉）
- 逃亡者（ヘレン・キンブル〈セーラ・ウォード〉）※テレビ朝日版
- トゥルー・グリット（下宿屋の女将〈キャンディス・ヒンクル〉）
- トスカーナの休日（キャサリン〈リンジー・ダンカン〉）
- 捕らわれた唇（タカトゥン〈アナ・トレント〉）
- ニードフル・シングス（マートル・キートン）
- 2番目に幸せなこと（エリザベス・ライダー〈イリーナ・ダグラス〉）
- ニューヨーク・ミニット（アン・リプトン上院議員〈アンドレア・マーティン〉）
- ネバーエンディング・ストーリー3（ジェーン〈トレイシー・エリス〉）※テレビ朝日版
- ノース 小さな旅人（テキサスのママ〈リーバ・マッキンタイア〉）
- ノイズ（シェリー・マクラーレン〈ブレア・ブラウン〉）※ソフト版
- ノッティングヒルの恋人（カレン）※日本テレビ版
- ハード・スキャンダル（ニコラ・マーカム〈ボー・デレク〉）
- バーバーショップ（ジャネール）
- ハイジ（デーテ叔母さん）
- ハイスクール・ミュージカルシリーズ（ボルトン夫人）
  - ハイスクール・ミュージカル
  - ハイスクール・ミュージカル2
  - ハイスクール・ミュージカル/ザ・ムービー
- バイバイ、ママ（エミリー・ストール〈キーラ・セジウィック〉）
- バイバイ・ラブ（ルシール〈ジャニーン・ガラファロー〉）
- 8月の家族たち（バイオレット・ウェストン〈メリル・ストリープ〉）
- 8人の女たち（ピエレット〈ファニー・アルダン〉）
- バッドガイ 反抗期の中年男（バーニス・ディーガン〈アリソン・ジャネイ〉）
- パニック・ルーム（リディア・リンチ〈アン・マグナソン〉）※テレビ朝日版
- ハリウッド・スキャンダル（ルーシー・メイブリー〈アネット・ベニング〉）
- 張り込みプラス（パム・オハラ〈マーシャ・ストラスマン〉）※日本テレビ版
- 判決前夜/ビフォア・アンド・アフター（パノスの助手）
- ピクチャー・パーフェクト/彼女が彼に決めた理由（エリザベス・マーサー〈フェイス・プリンス〉）
- 秘密と嘘（モニカ〈フィリス・ローガン〉）
- 秘密のミラクル・マジシャン（マカリスター）
- ビューティフル・ガールズ（ジーナ・バリサノ〈ロージー・オドネル〉）
- ビヨンド the シー 夢見るように歌えば（ポリー・カソート〈ブレンダ・ブレッシン〉）
- フェイス/オフ（ホリス・ミラー〈CCH・パウンダー〉）※ソフト版
- フォー・ウェディング（フォオナ〈クリスティン・スコット・トーマス〉）
- ふたりのロッテ（ブリンクマン夫人）
- 不法侵入 ※テレビ朝日版
- フューネラル（クララ〈イザベラ・ロッセリーニ〉）
- ブラス!（ヴェラ）
- プラダを着た悪魔（ミランダ・プリーストリー〈メリル・ストリープ〉）※ソフト版
- フリーダム・ライターズ（マーガレット・キャンベル教科主任〈イメルダ・スタウントン〉）
- プルーフ・オブ・ライフ（ジャニス・グッドマン〈パメラ・リード〉）
- フル・モンティ
- プレイバック（シルヴィ〈マリー・ラフォレ〉）
- プレシディオ殺人事件（セルマ・"バニー"・アトキンズ〈レスリー・イースターブルック〉）
- フレンチ・ディスパッチ ザ・リバティ、カンザス・イヴニング・サン別冊（ルシンダ・クレメンツ〈フランシス・マクドーマンド〉[19]）
- ブロス リターンズ/やつらはふたたび帰ってくる（ヴァイオレット・サーシー保安官、ペイジ・ポーター）
- ブロンド・ライフ（デボラ・コナーズ〈ストッカード・チャニング〉）
- ヘアスプレー（プルーディー・ピングルトン〈アリソン・ジャネイ〉）
- ペイド・バック（レイチェル・シンガー〈ヘレン・ミレン〉）
- ベイブ/都会へ行く（ランドレディ〈メアリー・ステイン〉）※ソフト版
- ベスト・キッド（ポー先生）
- ホーム・アローン3（カレン・プルット〈ハヴィランド・モリス〉）※ソフト版
- ポイント・ブランク（マルセラ〈ジョーン・キューザック〉）
- ぼくたちの奉仕活動（スウィーニー〈ジェーン・リンチ〉）
- 僕と未来とブエノスアイレス（ソニア）
- 僕の妻はシャルロット・ゲンズブール（ナタリー〈ノエミ・ルヴォヴスキ〉）
- 僕らのミライへ逆回転（ミス・ローソン〈シガニー・ウィーバー〉）
- 微笑みをもう一度（トニ・ポスト〈キャシー・ナジミー〉）
- ポロック 2人だけのアトリエ（ペギー・グッゲンハイム〈エイミー・マディガン〉）
- ホワイト・オランダー（レナ・グルシェンカ）
- ポワゾン（オーガスタ・ジョーダン〈アリソン・マッキー〉）※ソフト版
- マイ・ビッグ・ファット・ウェディング（ヴーラ叔母さん〈アンドレア・マーティン〉）
- マイ・ビッグ・ファット・ドリーム（ドクタータレン〈キャロライン・グッドール〉）
- マイファミリー・ウェディング（アンジェラ〈レジーナ・キング〉）
- マカロニ・ウエスタン 800発の銃弾（ラウラ・トラルバ〈カルメン・マウラ〉）
- マスク2（ティミー・タイラー）※日本テレビ版
- マディソン郡の橋（キャロライン・ジョンソン〈アニー・コーリー〉）※日本テレビ版
- マリー・アントワネット（デュ・バリー夫人〈アーシア・アルジェント〉）
- ミーン・ガールズ（ジョージ夫人〈エイミー・ポーラー〉）
- みんな元気（アリス）
- メルキアデス・エストラーダの3度の埋葬（レイチェル〈メリッサ・レオ〉）
- モーツァルトとクジラ（グレイシー〈ラスティ・シュウィマー〉）
- モリー先生との火曜日（コニー）
- 奴らに深き眠りを（ステファニー・セント・クレア〈シシリー・タイソン〉）
- ヤンヤン 夏の想い出（リーリーの母）
- ユー・ガット・メール（ミランダ・マルグリース〈ヴィエンヌ・コックス〉）※フジテレビ版
- 48時間PART2/帰って来たふたり ※日本テレビ版
- ライアー ライアー（ミランダ〈アマンダ・ドノホー〉）
- ライフ・イズ・ビューティフル（校長）※ソフト版
- ラスト・アクション・ヒーロー（アイリーン・マティガン〈マーセデス・ルール〉）※テレビ朝日版
- ラットレース（ヴィッキー〈ブランディ・レッドフォード〉）
- ラン・ローラ・ラン（ユッタ・ハンゼン〈ニーナ・ペトリ〉）
- ルール2（リース〈ロレッタ・デヴァイン〉）
- レーシング・ストライプス ※ソフト版
- レイチェルの結婚（アビー〈デブラ・ウィンガー〉）
- 恋愛小説家 ※VHS・DVD版
- ロビン・ウィリアムズのクリスマスの奇跡（ドナ・ミッチラー〈キャンディス・バーゲン〉）
- ロビン・フッド（モーティアナ）※テレビ東京版
- ロミオとジュリエット（モンタギュー夫人）※テレビ東京版
- ロミオ+ジュリエット（キャロライン・モンタギュー）※テレビ朝日版
- ワイルドシングス2（ブリトニーの母）
- 私の頭の中の消しゴム（オ・マダム〈キム・ブソン〉）※ソフト版
- 私は「うつ依存症」の女（サラ・ワーツェル〈ジェシカ・ラング〉）

#### ドラマ
- アガサ・クリスティー ミス・マープル
  - 親指のうずき（ヴェラ・パッカード）
  - ゼロ時間へ（メアリー・アルディン）
  - なぜ、エヴァンズに頼まなかったのか?（シルヴィア・サヴェッジ〈サマンサ・ボンド〉）
- アナザー・ライフ〜天国からの3日間〜 パイロット版（マデリン・ストロング〈グウィニス・ウォルシュ〉）
- アルゴノーツ 伝説の冒険者たち（ポリュメデ）
- アレクサ&ケイティ（ロレッタ〈リー・ガーリントン〉）
- アンダー・ザ・ドーム（ローズ・トゥイッチェル〈ベス・ブロデリック〉）
- アンドロメダ（ウクゾルタ）
- ER緊急救命室
  - シーズン1 #12（デイビス夫人〈アン・オサリヴァン〉）
  - シーズン2 #46（ジュディス・ラムゼイ〈メアリー・マッキャン〉）
  - シーズン3 #51（クレア・ウィルクス〈アリソン・マッキー〉）
  - シーズン5 #100（ジュディ・スタイルズ〈ジェニット・ゴールドスタイン〉）
  - シーズン5、6（マクルーカス〈ステファニー・ダンマン〉）
  - シーズン8 #175（ウィラ・ゴーメント〈ブレア・バロン〉）
  - シーズン11 #229（女〈スヴェトラーナ・エフレモーヴァ〉）
- イ・サン（恵慶宮〈ヘギョングン〉〈キョン・ミリ〉）
- IT（ベヴァリー・マーシュ〈アネット・オトゥール〉）※NHK版
- WITHOUT A TRACE/FBI 失踪者を追え!3 #18（ステファニー）
- 美しき日々（チャン・ミョンジャ〈イ・ギョンジン〉）
- エコー（チューラ〈 タントゥ・カーディナル 〉）
- NCIS: ニューオーリンズ（ロレッタ・ウェイド〈CCH・パウンダー〉）
- F.B.EYE!! 相棒犬リーと女性捜査官スーの感動!事件簿 シーズン1 #3（リタ）
- オーファン・ブラック 暴走遺伝子（ミセスS〈マリア・ドイル・ケネディ〉）
- 王の後宮（万貴妃〈タビア・ヨン〉）
- 華麗なるギャツビー（ジョーダン・ベイカー）
- 華麗なるペテン師たち4（クラリッサ）
- 傷だらけの報復（ローズ）
- 宮廷女官チャングムの誓い（チェ・ソングム〈キョン・ミリ〉）
- glee/グリー（ジーン、サンタナの祖母）
- グリーンリーフ（メイ・グリーンリーフ "レディ・メイ"〈リン・ウィットフィールド〉）
- クリミナル・マインド4 FBI行動分析課（サンドラ）
- クリミナル・マインド5 FBI行動分析課（ロレイン）
- グレイズ・アナトミー 恋の解剖学（エリカ・ハーン〈ブルック・スミス〉）
- 刑事トム・ソーン 声なき目撃者（ブリッグストック〈ロレイン・アシュボーン〉）
- 刑事トム・ソーン2 臆病な殺人者（ブリッグストック〈ロレイン・アシュボーン〉）
- ザ・ハンガー シーズン1 #18（エイミー）
- サマンサ Who?（レジーナ・ニューリー〈ジーン・スマート〉）
- ザ・ユニット 米軍極秘部隊（モリー・ブレイン〈レジーナ・テイラー〉）
- サンタバーバラ（ジュリア）
- サンドマン（ユニティ・キンケイド）
- CSI:マイアミ（メーガン・ドナー〈キム・デラニー〉）
- ジェシカおばさんの事件簿（フィオナ・バーン）
- 主任警部モース ウッドストック行き最終バス（ジェニファー・コールビー）
- 新ビバリーヒルズ青春白書（リナ）
- スタートレック:ディープ・スペース・ナイン（女性可変種）
- スティーブン・キングの悪魔の嵐（サンドラ・ビールズ）※ソフト版
- スティーヴン・キングのキングダム・ホスピタル（ローナ医師）
- 第一容疑者8 姿なき犯人（エリザベス・ルキッチ）
- TOUCH/タッチ（クレアの母）
- ダメージ（ローラ）
- 朱蒙〜チュモン〜（王妃〈キョン・ミリ〉）
- デスパレートな妻たち（ミス・シャーロット）
- デビアスなメイドたち（エヴリン・パウエル〈レベッカ・ウィソッキー〉）
- 天国の階段（ミン・ソヒョン〈キム・ジスク〉）
- 馬医（仁宣大妃〈キム・ヘソン〉）
- ハリーズ・ロー 裏通り法律事務所（クーリス判事）
- パワーレンジャー・ミスティックフォース（ネクロライ）
- 犯罪心理分析官インゲル・ヴィーク〜消えた大統領〜（アルヴァ・ルース〈パプリカ・スティーン〉）
- ピーキー・ブラインダーズ（ポリー・グレイ〈ヘレン・マックロリー〉）
- ブラインドスポット タトゥーの女（エレノア・ハースト〈メアリー・スチュアート・マスターソン〉）
- ブラザーズ&シスターズ（ホリー・ハーパー〈パトリシア・ウェティグ〉）
- THE BLACKLIST/ブラックリスト
  - シーズン5 #3（ミス・レベッカ・スロール〈サラ・ウィンター〉）
  - シーズン5（ドクター・フルトン〈マーサ・プリンプトン〉）
- フラッシュポイント -特殊機動隊SRU-（ディリア・センプル）
- ブラック・ダヴ（レニー〈キャスリン・ハンター〉）
- FRINGE/フリンジ（ニーナ・シャープ〈ブレア・ブラウン〉）
- フレンズ（産婦人科医、偽モニカ・ゲラー、舞台女優 他多数）
- 北京バイオリン（桂蘭〈クイラン〉の母）
- BONES（エドワーズ判事）
- ボストン・リーガル（シャーリー・シュミット〈キャンディス・バーゲン〉）
- ホワイト・クイーン 白薔薇の女王（ジェケッタ・リヴァーズ〈ジャネット・マクティア〉[20]）
- MACGYVER/マクガイバー（ママ・コルトン〈シェリル・リー・ラルフ〉）
- 名探偵モンク（カレン・ストットルマイヤー〈グレン・ヘドリー〉）
- 誘拐交渉人（ジェイン・ウィッカム）
- 愉快なシーバー家（マギー・シーバー〈ジョアンナ・カーンズ〉）
- レスキュー・ミー 〜NYの英雄たち〜（ローラ）
- レバレッジ 〜詐欺師たちの流儀（デブラ・ピアス）
- LAW&ORDER:クリミナル・インテント（クリスティン・ウィルクス）
- ロズウェル - 星の恋人たち（エイミー・デ・ルカ〈ダイアン・ファール〉）
- ロマノフ家の末裔 〜それぞれの人生〜 第8話「すべてを持つ者」（キャンディス〈アデル・アンダーソン〉）
- 私の名前はキム・サムスン（オ支配人〈ヨ・ウンゲ〉）
- 私はラブ・リーガル
  - シーズン2 #8（エリー・タネン〈シビル・シェパード〉）
  - シーズン6 フィナーレ #9（リタ・カズウェル〈ベス・アームストロング〉）

#### アニメ
- 紅き大魚の伝説
- アダムス・ファミリー（スルーム[21]）
- アトランティス 帝国最後の謎（インガー）
- アンツ（マフィー）
- WALL・E/ウォーリー
- おさるのジョージ（クイント夫人、シャーロット・マクドナー）
- オリビア（ホーガンムラー先生）
- コララインとボタンの魔女 3D（ファーシブル）
- ちいさなプリンセス ソフィア（ハリア王妃）
- ティム・バートンのコープスブライド（モーデリン・エヴァーグロット）
- ヒルダの冒険（アストリッド）
- フリージ（占い師、マングーダ、赤い服の客B、司会者、マーガレット、女囚人A、近所の女性、地元の女）
- ヨセフ物語 〜夢の力〜（ラケル）

### テレビドラマ
- あばれはっちゃく
- 土曜ワイド劇場
- 温泉へ行こう5
- ブルドクター
- 斉藤さん2 児童クラブの先生役
- 家売るオンナの逆襲（2019年） ‐ 山路朱美
- 知らなくていいコト（2020年） ‐ 里見花乃

### 舞台
- MOTHER（青年座）
- 大いなる相続（青年座）
- 見よ、飛行機の高く飛べるを（青年座）
- RAA-進駐軍特殊慰安所-（青年座）[22]

#### バラエティ番組
- マーサ・スチュワート・ショー（マーサ・スチュワート）

#### 料理番組
- マーサの楽しい料理教室（マーサ・スチュワート）
- マーサの楽しい焼き菓子づくり（マーサ・スチュワート）

### 特撮
- 『魔進戦隊キラメイジャー』スピンオフ作品 ヨドンナ3 ヨドンナのバレンタイン（2023年、ハニドラの声）

### ドキュメンタリー
- NHK-BS1 BS世界のドキュメンタリー（声の出演）
- NHK-BS1 ワールド・ドキュメンタリー（声の出演）
- NHK-BS1 BSドキュメンタリー（声の出演）
- NHK-BS2 西洋アンティーク鑑定会（声の出演）
- NHK Eテレ 地球ドラマチック 「海からの使者 イルカ」（アンジー・ガラン）

### ラジオドラマ
- あ、安部礼二 光子（出向旺次郎の祖母）
- シュガシュガルーン 連載20周年記念短編映像「SUGAR SUGAR RUNE Les deux sorcieres」（コルドロン）

### CM
- エバラ
- パイオニア[23] 「ハイビジョンDVDレコーダー・スグレコ（「ダンス家族」編）」